# Tellurtetrachlorid
Tellurtetrachlorid ist eine anorganische chemische Verbindung des Tellurs aus der Gruppe der Chloride.

## Gewinnung und Darstellung
Tellurtetrachlorid kann durch Reaktion von Tellur mit Chlor gewonnen werden.
{\displaystyle \mathrm {Te+2\ Cl_{2}\longrightarrow TeCl_{4}} }

## Eigenschaften
Tellurtetrachlorid ist ein feuchtigkeitsempfindlicher weißer bis gelber Feststoff mit stechendem Geruch, der sich in Wasser unter Bildung von Tellurdioxid und Chlorwasserstoff zersetzt. Er zerfließt an feuchter Luft unter teilweiser hydrolytischer Zersetzung und ist löslich in Ethanol und Toluol. Seine Schmelze ist gelb gefärbt, der Dampf orangerot. Ab etwa 500 °C zersetzt sich die Verbindung unter Chlorabgabe, wobei die Zersetzung bei 1000 °C vollständig ist. Im gasförmigen Zustand ist die Struktur monomer und entspricht der von Schwefeltetrafluorid. Im festen Zustand besitzt sie eine Struktur vom Kuban-Typ die sich als aus vier über Halogenidbrücken verknüpften TeCl3+Cl−-Einheiten zusammengesetzt beschreiben lässt. Die Kristallstruktur hat monokline Symmetrie, Raumgruppe C2/c (Raumgruppen-Nr. 15), mit den Gitterparametern a = 17,076 Å, b = 10,404 Å, c = 15,252 Å und β = 116,82°.

## Verwendung
Tellurtetrachlorid kann für Synthesen in der organischen Chemie verwendet werden.